# Marca (okręg Sălaj)
Marca – wieś w Rumunii, w okręgu Sălaj, w gminie Marca. W 2011 roku liczyła 1274 mieszkańców.